# Calophasia senescens
Calophasia senescens är en fjärilsart som beskrevs av Eduard Friedrich Eversmann 1856. Calophasia senescens ingår i släktet Calophasia och familjen nattflyn. Inga underarter finns listade i Catalogue of Life.